# Football Club Baník Ostrava
Il Football Club Baník Ostrava, spesso abbreviato in Baník Ostrava, è una società calcistica ceca con sede nella città slesiana di Ostrava. Gioca nella HET Liga, prima divisione del campionato ceco di calcio. Fondata nel 1922, è una delle squadre più importanti nella storia del calcio ceco. Gioca le partite casalinghe presso lo stadio Bazaly. I colori sociali sono il blu e il rosso. La rivalità più accesa è con lo Sparta Praga, mentre i tifosi sono gemellati con quelli del Katowice, squadra polacca.
È l'unica squadra europea a vantare in bacheca la Supercoppa Mitropa, competizione vinta nel 1989 ai danni del Pisa.

## Storia
Nella sua storia ha vinto un Campionato ceco, 3 Campionati cecoslovacchi, una Coppe della Repubblica Ceca, 3 Coppe di Cecoslovacchia, una Mitropa Cup e l'unica edizione della Supercoppa Mitropa.
Nasce nel 1922 con il nome di SK Slezská Ostrava. Presto disputerà i primi campionati cecoslovacchi di calcio dove si stabilirà nelle zone di medio-alta classifica giungendo anche al quarto posto in campionato. Nel dopoguerra la squadra incomincerà a cogliere importanti piazzamenti giungendo spesso nella zona alta della classifica o sfiorando addirittura lo scudetto nel 1954. Dopo gli anni settanta la squadra si rafforzerà a tal punto da guadagnare i primi titoli nazionali e giocare importanti partite in Europa.
Nel 1970 arriva il primo trofeo internazionale: la Coppa Intertoto, che verrà vinta anche nel 1974, 1976, 1979, 1985, 1987 e 1989.
Nella Coppa UEFA 1974-1975 i cechi eliminano la Real Sociedad, il Nantes e il Napoli prima di essere estromessi ai quarti dal Borussia Mönchengladbach poi vincitore del trofeo.
Nella Coppa delle Coppe 1978-1979 il Baník Ostrava elimina Sporting CP, Shamrock Rovers, 1. FC Magdeburg
per poi essere eliminata dal Fortuna Düsseldorf in semifinale.
Nella Coppa dei Campioni 1980-1981 il Baník elimina l'IBV, la Dinamo Berlino prima di essere estromessi ai quarti di finale dai tedeschi del Bayern Monaco per 6-2.
Il momento migliore nella storia della squadra arriva dopo il 1973 dove in 18 anni arrivano molti successi: 3 campionati cecoslovacchi nel 1975, 1980, 1981; tre coppe cecoslovacche nel 1973, 1978, 1991; la Mitropa Cup del 1989; la Supercoppa Mitropa del 1989; i quarti di Coppa Uefa e di Coppa dei Campioni nel 1974 e nel 1980; la semifinale di Coppa delle Coppe del 1979 e cinque secondi posti nel 1978, 1981, 1982, 1988, 1989.
Tra i migliori attaccanti del Baník Miroslav Wiecek, Ladislav Michalík, Werner Lička e Václav Daněk ed in tempi recenti Marek Heinz e Václav Svěrkoš sono stati capocannonieri della Gambrinus liga.
Nel 1993 la Cecoslovacchia si divide e nascono il Campionato ceco e quello slovacco. Nel 2004 la società rosso-blu vince il campionato e nello stesso anno arriva in finale di Coppa della Repubblica Ceca ma è sconfitta dallo Sparta Praga. Nel 2005 vince la Coppa. La stagione seguente è di nuovo finalista di coppa e negli anni arriveranno altri piazzamenti importanti: nel 2008 arriva il 3º posto a pochi punti dallo scudetto mentre nel 2010 il titolo è perso all'ultima giornata ai danni dei rivali praghesi dello Sparta: lo Jablonec 97 approfitta della sconfitta dei Baníček per scavalcarli, così questi chiudono al terzo posto un buon campionato.
Affronta l'Europa League nel 2010, dopo aver eliminato il WIT con un tennistico 6-0 all'andata e controllando il risultato 0-0 al ritorno, si fanno estromettere dai bielorussi del FK Dnepr con un complessivo pari a 3-1.

## Allenatori
- Josef Kuchynka (1946-1948)
- Rudolf Vytlačil (gennaio 1951-1952)
- František Sedláček (1956-1958)
- Jaroslav Vejvoda (1958-1960)
- František Bufka (1960-31 dicembre 1964)
- Jiří Rubáš (1969-1970; 1976-1977)
- Tomáš Pospíchal (1972-1975)
- Evžen Hadamczik (gennaio 1978-1983)
- Stanislav Jarábek (1983-1984)
- Josef Kolečko (1984-1986)
- Milan Máčala (1986-1990)
- Jaroslav Gürtler (1990-1992)
- Werner Lička (1993-1995; 1997-2000; gennaio-luglio 2001; 26 ottobre-6 novembre 2010)
- Ján Zachar (1995-1996)
- Petr Uličný (1996-15 settembre 1997)
- Milan Bokša (2000-2001)
- Jozef Jarabinský (2001-2002; 2004-31 agosto 2005)
- Erich Cviertna (2002-2 maggio 2003)
- Pavel Vrba (3 maggio 2003-2004)
- František Komňacký (2003-2004)
- Pavel Hapal (1 settembre 2005-2006)
- Karel Večeřa (2006-2009)
- Miroslav Koubek (2009-25 ottobre 2010)
- Bohumil Páník (27 ottobre-8 novembre 2010)
- Karol Marko (7 novembre 2010-30 luglio 2011)
- Pavel Malura (31 luglio 2011-26 marzo 2012)
- Radoslav Látal (27 marzo-29 ottobre 2012)
- Martin Pulpit (30 ottobre 2012-2013)
- Martin Svědík (luglio-31 dicembre 2013)
- Tomás Bernády (1 ottobre 2013-2015)
- Radomír Korytář (2015-3 gennaio 2016)
- Vlastimil Petržela (4 gennaio 2016-2017)
- Radim Kučera (2017-)

## Calciatori

### Vincitori di titoli
Calciatori campioni olimpici di calcio
- Werner Lička (Mosca 1980)
- Petr Němec (Mosca 1980)
- Libor Radimec (Mosca 1980)
- Zdeněk Rygel (Mosca 1980)
- Zdeněk Šreiner (Mosca 1980)

## Palmarès

### Competizioni nazionali
- Campionato cecoslovacco: 3

1975-1976, 1979-1980, 1980-1981
- Coppa di Cecoslovacchia: 3

1973, 1978, 1991
- Campionato ceco: 1

2003-2004
- Pohár ČMFS: 1

2004-2005

### Competizioni internazionali
- Coppa Mitropa: 1

1988-1989
- Supercoppa Mitropa: 1  (record)

1989
- Coppa Intertoto: 7

1970, 1974, 1976, 1979, 1985, 1988, 1989

### Altri piazzamenti
- Campionato cecoslovacco:

Secondo posto: 1954, 1978-1979, 1981-1982, 1982-1983, 1988-1989, 1989-1990
Terzo posto: 1962-1963
- Coppa di Cecoslovacchia:

Finalista: 1978-1979
- Campionato ceco:

Terzo posto: 1993-1994, 2007-2008, 2009-2010, 2024-2025
- Coppa della Repubblica Ceca:

Finalista: 2003-2004, 2005-2006, 2018-2019
Semifinalista: 1993-1994, 1996-1997, 2001-2002, 2024-2025
- Druhá Liga:

Secondo posto: 2016-2017
- Coppa delle Coppe:

Semifinalista: 1978-1979
- Coppa Mitropa:

Terzo posto: 1984-1985
- Coppa Piano Karl Rappan:

Semifinalista: 1961-1962

## Statistiche

### Statistiche nelle competizioni UEFA
Tabella aggiornata alla stagione 2024-2025.
| Competizione                  | Partecipazioni | G  | V  | N | P  | RF | RS |
| ----------------------------- | -------------- | -- | -- | - | -- | -- | -- |
| UEFA Champions League         | 4              | 16 | 6  | 3 | 7  | 20 | 29 |
| Coppa delle Coppe             | 3              | 16 | 12 | 0 | 4  | 27 | 14 |
| Coppa UEFA/UEFA Europa League | 11             | 38 | 13 | 8 | 17 | 49 | 44 |
| UEFA Conference League        | 1              | 4  | 3  | 0 | 1  | 8  | 2  |
| Coppa delle Fiere             | 1              | 2  | 0  | 1 | 1  | 1  | 2  |

## Organico

### Rosa 2025-2026
Aggiornata al 4 luglio 2025.
| N. |                       | Ruolo | Calciatore        |
| -- | --------------------- | ----- | ----------------- |
| 5  | Rep. Ceca (bandiera)  | C     | Jiří Boula        |
| 7  | Rep. Ceca (bandiera)  | D     | Karel Pojezný     |
| 9  | Rep. Ceca (bandiera)  | A     | David Buchta      |
| 10 | Rep. Ceca (bandiera)  | C     | Matěj Šín         |
| 11 | Rep. Ceca (bandiera)  | A     | David Látal       |
| 12 | Slovacchia (bandiera) | C     | Tomáš Rigo        |
| 13 | Rep. Ceca (bandiera)  | C     | Samuel Grygar     |
| 15 | Ghana (bandiera)      | D     | Patrick Kpozo     |
| 17 | Rep. Ceca (bandiera)  | D     | Michal Frydrych   |
| 19 | Rep. Ceca (bandiera)  | D     | David Lischka     |
| 21 | Rep. Ceca (bandiera)  | C     | Michal Kohút      |
| 22 | Rep. Ceca (bandiera)  | A     | Tomáš Zlatohlávek |
| 25 | Germania (bandiera)   | C     | Dennis Owusu      |

| N. |                           | Ruolo | Calciatore           |
| -- | ------------------------- | ----- | -------------------- |
| 28 | Rep. Ceca (bandiera)      | A     | Filip Kubala         |
| 30 | Slovacchia (bandiera)     | P     | Dominik Holec        |
| 31 | Danimarca (bandiera)      | D     | Alexander Munksgaard |
| 32 | Brasile (bandiera)        | C     | Ewerton              |
| 33 | Slovacchia (bandiera)     | A     | Erik Prekop          |
| 37 | Rep. Ceca (bandiera)      | D     | Matěj Chaluš         |
| 41 | Rep. Ceca (bandiera)      | P     | Mikuláš Kubný        |
| 66 | Slovacchia (bandiera)     | D     | Matúš Rusnák         |
| 95 | Rep. Ceca (bandiera)      | C     | Daniel Holzer        |
| 99 | Grecia (bandiera)         | D     | Geōrgios Kornezos    |
|    | Slovacchia (bandiera)     | P     | Viktor Budinský      |
|    | Rep. Ceca (bandiera)      | C     | Christián Frýdek     |
|    | Costa d'Avorio (bandiera) | C     | Christ Tiéhi         |

### Rosa 2023-2024
Aggiornata al 22 febbraio 2024.
| N. |                                 | Ruolo | Calciatore      |
| -- | ------------------------------- | ----- | --------------- |
| 4  | Croazia (bandiera)              | D     | Robert Mišković |
| 5  | Rep. Ceca (bandiera)            | C     | Jiří Boula      |
| 7  | Rep. Ceca (bandiera)            | D     | Karel Pojezný   |
| 8  | Nigeria (bandiera)              | A     | Quadri Adediran |
| 9  | Rep. Ceca (bandiera)            | C     | David Buchta    |
| 10 | Rep. Ceca (bandiera)            | C     | Matěj Šín       |
| 11 | Bosnia ed Erzegovina (bandiera) | D     | Eldar Šehić     |
| 12 | Slovacchia (bandiera)           | C     | Tomáš Rigo      |
| 13 | Rep. Ceca (bandiera)            | C     | Samuel Grygar   |
| 14 | Rep. Ceca (bandiera)            | C     | Radim Sudak     |
| 15 | Ghana (bandiera)                | D     | Patrick Kpozo   |
| 17 | Rep. Ceca (bandiera)            | D     | Michal Frydrych |
| 19 | Rep. Ceca (bandiera)            | D     | David Lischka   |

| N. |                       | Ruolo | Calciatore      |
| -- | --------------------- | ----- | --------------- |
| 20 | Nigeria (bandiera)    | A     | Abdullahi Tanko |
| 21 | Rep. Ceca (bandiera)  | A     | Jiří Klíma      |
| 24 | Rep. Ceca (bandiera)  | D     | Jan Juroška     |
| 26 | Slovacchia (bandiera) | D     | Filip Blazek    |
| 28 | Rep. Ceca (bandiera)  | A     | Filip Kubala    |
| 29 | Rep. Ceca (bandiera)  | C     | Ladislav Takács |
| 32 | Brasile (bandiera)    | C     | Ewerton         |
| 35 | Rep. Ceca (bandiera)  | P     | Jakub Markovič  |
| 41 | Rep. Ceca (bandiera)  | P     | Mikuláš Kubný   |
| 66 | Slovacchia (bandiera) | D     | Matúš Rusnák    |
| 70 | Nigeria (bandiera)    | D     | David Fadairo   |
| 77 | Angola (bandiera)     | D     | Gigli Ndefe     |
|    | Gambia (bandiera)     | D     | Muhammed Sanneh |

### Rosa 2022-2023
Aggiornata al 2 febbraio 2023.
| N. |                      | Ruolo | Calciatore         |
| -- | -------------------- | ----- | ------------------ |
| 6  | Rep. Ceca (bandiera) | C     | Daniel Tetour      |
| 9  | Rep. Ceca (bandiera) | C     | David Buchta       |
| 11 | Serbia (bandiera)    | C     | Nemanja Kuzmanović |
| 12 | Rep. Ceca (bandiera) | P     | Radovan Murin      |
| 16 | Rep. Ceca (bandiera) | P     | Jan Laštůvka       |
| 19 | Rep. Ceca (bandiera) | D     | David Lischka      |
| 20 | Rep. Ceca (bandiera) | D     | Jakub Pokorný      |
| 21 | Rep. Ceca (bandiera) | A     | Jiří Klíma         |
| 22 | Rep. Ceca (bandiera) | C     | Filip Kaloč        |
| 23 | Rep. Ceca (bandiera) | D     | Jaroslav Svozil    |
| 24 | Rep. Ceca (bandiera) | D     | Jan Juroška        |
| 25 | Rep. Ceca (bandiera) | D     | Jiří Fleišman      |

| N. |                        | Ruolo | Calciatore      |
| -- | ---------------------- | ----- | --------------- |
| 30 | Slovacchia (bandiera)  | P     | Viktor Budinský |
| 32 | Rep. Ceca (bandiera)   | C     | Lukáš Budínský  |
| 33 | Rep. Ceca (bandiera)   | D     | Ondřej Kukučka  |
| 77 | Paesi Bassi (bandiera) | D     | Gigli Ndefe     |
| 99 | Slovacchia (bandiera)  | A     | Ladislav Almási |
|    | Bielorussia (bandiera) | C     | Arcëm Kancavy   |
|    | Rep. Ceca (bandiera)   | D     | Šimon Falta     |
|    | Rep. Ceca (bandiera)   | C     | Jiří Boula      |
|    | Rep. Ceca (bandiera)   | C     | Lukáš Cienciala |
|    | Rep. Ceca (bandiera)   | C     | Petr Jaroň      |
|    | Brasile (bandiera)     | C     | Ewerton         |
|    | Nigeria (bandiera)     | A     | Ubong Ekpai     |

### Rosa 2021-2022
Aggiornata al 25 gennaio 2022.
| N. |                      | Ruolo | Calciatore         |
| -- | -------------------- | ----- | ------------------ |
| 6  | Rep. Ceca (bandiera) | C     | Daniel Tetour      |
| 9  | Rep. Ceca (bandiera) | C     | David Buchta       |
| 11 | Serbia (bandiera)    | C     | Nemanja Kuzmanović |
| 12 | Rep. Ceca (bandiera) | P     | Radovan Murin      |
| 16 | Rep. Ceca (bandiera) | P     | Jan Laštůvka       |
| 19 | Rep. Ceca (bandiera) | D     | David Lischka      |
| 20 | Rep. Ceca (bandiera) | D     | Jakub Pokorný      |
| 21 | Rep. Ceca (bandiera) | A     | Jiří Klíma         |
| 22 | Rep. Ceca (bandiera) | C     | Filip Kaloč        |
| 23 | Rep. Ceca (bandiera) | D     | Jaroslav Svozil    |
| 24 | Rep. Ceca (bandiera) | D     | Jan Juroška        |
| 25 | Rep. Ceca (bandiera) | D     | Jiří Fleišman      |

| N. |                        | Ruolo | Calciatore      |
| -- | ---------------------- | ----- | --------------- |
| 30 | Slovacchia (bandiera)  | P     | Viktor Budinský |
| 32 | Rep. Ceca (bandiera)   | C     | Lukáš Budínský  |
| 33 | Rep. Ceca (bandiera)   | D     | Ondřej Kukučka  |
| 77 | Paesi Bassi (bandiera) | D     | Gigli Ndefe     |
| 99 | Slovacchia (bandiera)  | A     | Ladislav Almási |
|    | Bielorussia (bandiera) | C     | Arcëm Kancavy   |
|    | Rep. Ceca (bandiera)   | D     | Šimon Falta     |
|    | Rep. Ceca (bandiera)   | C     | Jiří Boula      |
|    | Rep. Ceca (bandiera)   | C     | Lukáš Cienciala |
|    | Rep. Ceca (bandiera)   | C     | Petr Jaroň      |
|    | Brasile (bandiera)     | C     | Ewerton         |
|    | Nigeria (bandiera)     | A     | Ubong Ekpai     |

### Rosa 2020-2021
| N. |                       | Ruolo | Calciatore         |
| -- | --------------------- | ----- | ------------------ |
| 1  | Rep. Ceca (bandiera)  | P     | Radovan Murin      |
| 2  | Nigeria (bandiera)    | A     | Muhamed Tijani     |
| 3  | Ucraina (bandiera)    | D     | Oleksandr Azac'kyj |
| 4  | Rep. Ceca (bandiera)  | C     | Ondřej Chvěja      |
| 5  | Rep. Ceca (bandiera)  | C     | Adam Jánoš         |
| 6  | Rep. Ceca (bandiera)  | C     | Daniel Tetour      |
| 7  | Rep. Ceca (bandiera)  | D     | Martin Fillo       |
| 8  | Rep. Ceca (bandiera)  | C     | Jakub Drozd        |
| 9  | Rep. Ceca (bandiera)  | C     | David Buchta       |
| 10 | Slovacchia (bandiera) | C     | Milan Lalkovič     |
| 11 | Serbia (bandiera)     | A     | Nemanja Kuzmanović |
| 14 | Spagna (bandiera)     | C     | Pepe Mena          |
| 15 | Rep. Ceca (bandiera)  | D     | Patrizio Stronati  |

| N. |                       | Ruolo | Calciatore      |
| -- | --------------------- | ----- | --------------- |
| 16 | Rep. Ceca (bandiera)  | P     | Jan Laštůvka    |
| 17 | Rep. Ceca (bandiera)  | C     | Milan Jirásek   |
| 18 | Rep. Ceca (bandiera)  | A     | Tomáš Zajíc     |
| 20 | Rep. Ceca (bandiera)  | D     | Jakub Pokorný   |
| 21 | Rep. Ceca (bandiera)  | C     | Daniel Holzer   |
| 22 | Rep. Ceca (bandiera)  | C     | Filip Kaloč     |
| 23 | Rep. Ceca (bandiera)  | D     | Jaroslav Svozil |
| 24 | Rep. Ceca (bandiera)  | D     | Jan Juroška     |
| 25 | Rep. Ceca (bandiera)  | D     | Jiří Fleišman   |
| 30 | Slovacchia (bandiera) | P     | Viktor Budinský |
| 31 | Rep. Ceca (bandiera)  | A     | Ondřej Šašinka  |
| 33 | Rep. Ceca (bandiera)  | C     | Roman Potočný   |
| 91 | Brasile (bandiera)    | C     | Dyjan           |

### Rosa 2016-2017
| N. |                      | Ruolo | Calciatore        |
| -- | -------------------- | ----- | ----------------- |
| 1  | Rep. Ceca (bandiera) | P     | Patrik Matejka    |
| 2  | Rep. Ceca (bandiera) | D     | Matěj Helešic     |
| 4  | Rep. Ceca (bandiera) | C     | Martin Sus        |
| 5  | Rep. Ceca (bandiera) | D     | Tomás Zápotočný   |
| 6  | Rep. Ceca (bandiera) | D     | Denis Granečný    |
| 7  | Rep. Ceca (bandiera) | C     | Jakub Malý        |
| 8  | Rep. Ceca (bandiera) | C     | Petr Nerad        |
| 9  | Rep. Ceca (bandiera) | A     | Vojtěch Engelmann |
| 10 | Croazia (bandiera)   | C     | Davor Kukec       |
| 11 | Brasile (bandiera)   | C     | Dyjan             |
| 13 | Rep. Ceca (bandiera) | C     | Jan Matej         |
| 14 | Rep. Ceca (bandiera) | D     | Martin Dostál     |
| 15 | Ghana (bandiera)     | A     | Francis Narh      |
| 16 | Rep. Ceca (bandiera) | P     | František Chmiel  |

| N. |                                 | Ruolo | Calciatore        |
| -- | ------------------------------- | ----- | ----------------- |
| 17 | Slovacchia (bandiera)           | C     | Karol Mondek      |
| 18 | Slovacchia (bandiera)           | C     | Richard Lásik     |
| 19 | Rep. Ceca (bandiera)            | C     | Tomáš Mičola      |
| 20 | Slovacchia (bandiera)           | D     | Jaroslav Machovec |
| 21 | Rep. Ceca (bandiera)            | D     | Daniel Holzer     |
| 22 | Rep. Ceca (bandiera)            | D     | Martin Honiš      |
| 23 | Rep. Ceca (bandiera)            | C     | Martin Foltýn     |
| 24 | Rep. Ceca (bandiera)            | D     | Josef Celba       |
| 26 | Rep. Ceca (bandiera)            | A     | Marek Červenka    |
| 27 | Bosnia ed Erzegovina (bandiera) | A     | Namir Alispahić   |
| 28 | Rep. Ceca (bandiera)            | D     | Martin Kouřil     |
| 30 | Rep. Ceca (bandiera)            | P     | Vojtech Srom      |
| 31 | Rep. Ceca (bandiera)            | A     | Jakub Šašinka     |

### Rosa 2015-2016
| N. |                      | Ruolo | Calciatore        |
| -- | -------------------- | ----- | ----------------- |
| 1  | Rep. Ceca (bandiera) | P     | Jiří Pavlenka     |
| 2  | Rep. Ceca (bandiera) | D     | Matěj Helešic     |
| 3  | Rep. Ceca (bandiera) | D     | Ondřej Sukup      |
| 4  | Rep. Ceca (bandiera) | C     | Vaclav Jezdik     |
| 5  | Rep. Ceca (bandiera) | D     | Filip Kaša        |
| 6  | Ghana (bandiera)     | D     | Derrick Mensah    |
| 8  | Rep. Ceca (bandiera) | C     | Marek Sichor      |
| 9  | Rep. Ceca (bandiera) | A     | Vojtěch Engelmann |
| 10 | Croazia (bandiera)   | C     | Davor Kukec       |
| 11 | Brasile (bandiera)   | C     | Dyjan             |
| 13 | Rep. Ceca (bandiera) | C     | Jan Matej         |
| 14 | Rep. Ceca (bandiera) | D     | Martin Dostál     |
| 15 | Ghana (bandiera)     | A     | Francis Narh      |
| 16 | Rep. Ceca (bandiera) | P     | František Chmiel  |

| N. |                                 | Ruolo | Calciatore        |
| -- | ------------------------------- | ----- | ----------------- |
| 17 | Slovacchia (bandiera)           | C     | Karol Mondek      |
| 18 | Slovacchia (bandiera)           | C     | Richard Lásik     |
| 19 | Rep. Ceca (bandiera)            | C     | Tomáš Mičola      |
| 20 | Slovacchia (bandiera)           | D     | Jaroslav Machovec |
| 21 | Rep. Ceca (bandiera)            | D     | Daniel Holzer     |
| 22 | Rep. Ceca (bandiera)            | D     | Martin Honiš      |
| 23 | Rep. Ceca (bandiera)            | C     | Martin Foltýn     |
| 24 | Rep. Ceca (bandiera)            | D     | Josef Celba       |
| 26 | Rep. Ceca (bandiera)            | A     | Marek Červenka    |
| 27 | Bosnia ed Erzegovina (bandiera) | A     | Namir Alispahić   |
| 28 | Rep. Ceca (bandiera)            | D     | Martin Kouřil     |
| 30 | Rep. Ceca (bandiera)            | P     | Vojtech Srom      |
| 31 | Rep. Ceca (bandiera)            | A     | Jakub Šašinka     |

### Rosa 2014-2015
| N. |                      | Ruolo | Calciatore      |
| -- | -------------------- | ----- | --------------- |
| 1  | Rep. Ceca (bandiera) | P     | Jiří Pavlenka   |
| 3  | Rep. Ceca (bandiera) | D     | Ondřej Sukup    |
| 5  | Rep. Ceca (bandiera) | D     | Filip Kaša      |
| 6  | Ghana (bandiera)     | D     | Derrick Mensah  |
| 7  | Rep. Ceca (bandiera) | C     | Vojtěch Štěpán  |
| 8  | Rep. Ceca (bandiera) | C     | Marek Sichor    |
| 10 | Croazia (bandiera)   | C     | Davor Kukec     |
| 12 | Serbia (bandiera)    | D     | Tomas Vengrinek |
| 13 | Rep. Ceca (bandiera) | C     | Jan Matej       |
| 15 | Ghana (bandiera)     | A     | Francis Narh    |
| 17 | Rep. Ceca (bandiera) | A     | David Petrus    |

| N. |                      | Ruolo | Calciatore      |
| -- | -------------------- | ----- | --------------- |
| 19 | Rep. Ceca (bandiera) | D     | Michal Frydrych |
| 20 | Rep. Ceca (bandiera) | D     | Oldrich Byrtus  |
| 21 | Rep. Ceca (bandiera) | D     | Daniel Holzer   |
| 22 | Brasile (bandiera)   | C     | Dyjan           |
| 23 | Rep. Ceca (bandiera) | P     | Patrik Macej    |
| 25 | Rep. Ceca (bandiera) | A     | Václav Svěrkoš  |
| 26 | Rep. Ceca (bandiera) | D     | Aleš Neuwirth   |
| 30 | Rep. Ceca (bandiera) | P     | Vojtech Srom    |
|    | Rep. Ceca (bandiera) | D     | Jan Zawada      |
|    | Rep. Ceca (bandiera) | C     | Martin Foltýn   |